# М-40 (двигатель)
М-40 — советский авиационный поршневой 12-цилиндровый V-образный четырёхтактный дизельный двигатель водяного охлаждения. 
Двигатель являлся дальнейшим развитием двигателя АН-1РТК.

## История создания
В СССР в условиях слабо развитой нефтехимии не хватало качественного высокооктанового  бензина, в первую очередь авиационного. Поэтому дизельный двигатель, работающий на газойле или керосине, мог явить собой действенное решение многих проблем, связанных с моторизацией всего народного хозяйства, и в первую очередь — вооруженных сил (в качестве силовой установки танков и самолётов).
В 1931 году в план опытных работ по авиационному моторостроению на 1932—1933 годы включили работы по шести дизельным двигателям, получивших обозначения от Н-1 до Н-6. Двигатель Н-1 (АН-1) изготовили летом 1933 года. В ноябре 1935 года АН-1 прошел госиспытания. Начиная с 1936 года проектировался усовершенствованный вариант двигателя АН-1 с редуктором и турбонаддувом, получивший обозначение АН-1РТК. Этот двигатель очень долго доводился, что повлекло репрессии по отношению к ответственным лицам.
В 1938 году А. Д. Чаромский, руководивший работами по созданию авиационного дизельного двигателя АН-1, и ряд других сотрудников ЦИАМ были арестованы по 58-й статье, осуждены на 10 лет, и как «враги народа» продолжили свою трудовую деятельность в «шарашке» — ОКБ НКВД (ОТБ-82 или «Тушинская шарага»).
Работы над АН-1 продолжил вести заместитель А. Д. Чаромского инженер В. М. Яковлев. В 1940 году модификация АН-1РТК была переименована в М-40.
Опытный образец М-40 в первый раз был предъявлен на госиспытания в мае 1940 года, но испытания не выдержал.
С весны 1940 года производство М-40 осваивал Кировский завод (Ленинград). За первую половину 1941 года он изготовил 58 экземпляров М-40. Производство двигателей М-40 прекратили осенью 1941 года.

## Модификации
Известны следующие варианты двигателя:
- М-40, серийный вариант, номинальная мощность — 1000 л. с., максимальная мощность — 1250 л. с., вес 1150 кг.
- М-40Ф, опытный образец, форсированный по оборотам, номинальная мощность — 1250 л.с., максимальная мощность — 1500 л.с. Проходил госиспытания летом 1940 года, выпущен небольшой партией в 1941 году.
- М-400 и М-401 (с турбонаддувом), конвертированная в судовой двигатель версия М-40. С 1961 года производится на заводе Звезда до сегодняшнего[когда?] дня. Устанавливались на скоростных судах «Заря», «Ракета», «Восход» и «Метеор».

## Применение
Двигатели М-40 устанавливались на серийные самолеты ТБ-7 (Пе-8), опытные БОК-15, Ер-2.